# Caminha (Freguesia)
Caminha oder Matriz ist ein Ort und eine ehemalige Gemeinde (Freguesia) und Vila (dt. Kleinstadt) im gleichnamigen nordportugiesischen Kreis Caminha. Der Ort liegt an der Mündung des Rio Minho in den Atlantik. 

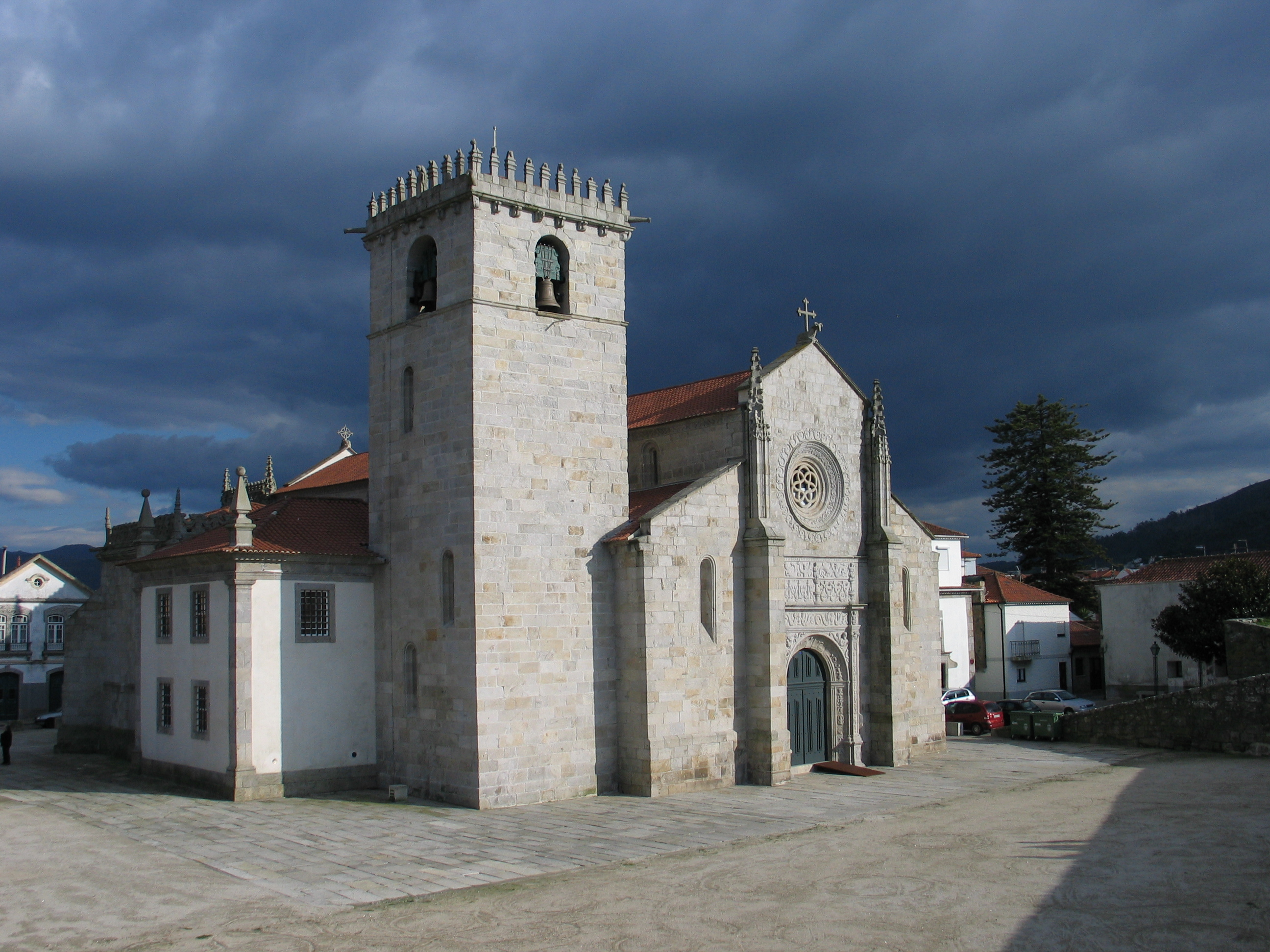
Kirche von Caminha

 Die Gemeinde hatte 1327 Einwohner (Stand 30. Juni 2011).
Am 29. September 2013 wurden die Gemeinden Caminha (Matriz) und Vilarelho zur neuen Gemeinde União das Freguesias de Caminha (Matriz) e Vilarelho zusammengeschlossen. Caminha (Matriz) ist Sitz dieser neu gebildeten Gemeinde.

## Bauwerke
- Igreja Matriz de Caminha oder Igreja de Nossa Senhora da Assunção
- Torre do Relógio
- Chafariz do Terreiro
- Castelo de Caminha
- Casa dos Pitas

## Söhne und Töchter der Stadt
- João Lourenço Rebelo (1610–1661), Hofkomponist bei König Johann IV.